# Salonvogn
Salonvogn er en jernbanevogn, der er udstyret særlig komfortabelt og som regel kun inddelt i enkelte større rum i stedet for kupéer.
Tidligere var salonvogne udbredt og blev i Danmark indsat i såkaldte luksustog. DSB er i dag indehaver af en kongelig salonvogn, der benyttes af hoffet og i forbindelse med statsbesøg. Salonvognene indeholdt eksempelvis opholdssaloner og særlige sove- og spisesaloner, men kunne også være forsynet med baderum, barber- og frisørsaloner, biblioteksrum, musiksalon osv. I lande med længere jernbanestrækninger er brugen af salonvogne fortsat udbredt.
Navnlig i Nordamerika blev benyttet mange arter af salonvogne, der i Nordamerika kaldes Pullman Car efter den amerikanske virksomhed Pullman, der byggede den første salonvogn i 1864.